# Susy Shock
Susy Shock (Buenos Aires, 6 de diciembre de 1968) es una actriz, escritora, compositora, cantante y docente argentina. Se reconoce como «artista trans sudaka».  

## Biografía
Nació en el barrio de Balvanera, en el centro de la ciudad de Buenos Aires.
De padre pampeano y madre tucumana.
Desde pequeña se vinculó con la música local, el tango y el folklore, a los que llegó a través de la poesía y el teatro.

## Activismo
Integra Futuro Trans Asociación Civil organización creada por Marlene Wayar.
Formó parte del Frente Nacional por la Ley de Identidad de Género, una alianza de más de quince organizaciones que impulsó la sanción a nivel nacional de una ley que garantizara la adecuación de todos los documentos personales a la identidad de género vivida y al nombre elegido por las personas y el acceso a tratamientos médicos de quienes solicitaran intervenciones sobre su cuerpo.
La Ley de Identidad de Género fue aprobada por el parlamento argentino el 9 de mayo de 2012 y promulgada por la presidenta Cristina Fernández de Kirchner pocos días después, convirtiéndose en una de las leyes de avanzada en la materia a nivel internacional.

## Trayectoria artística

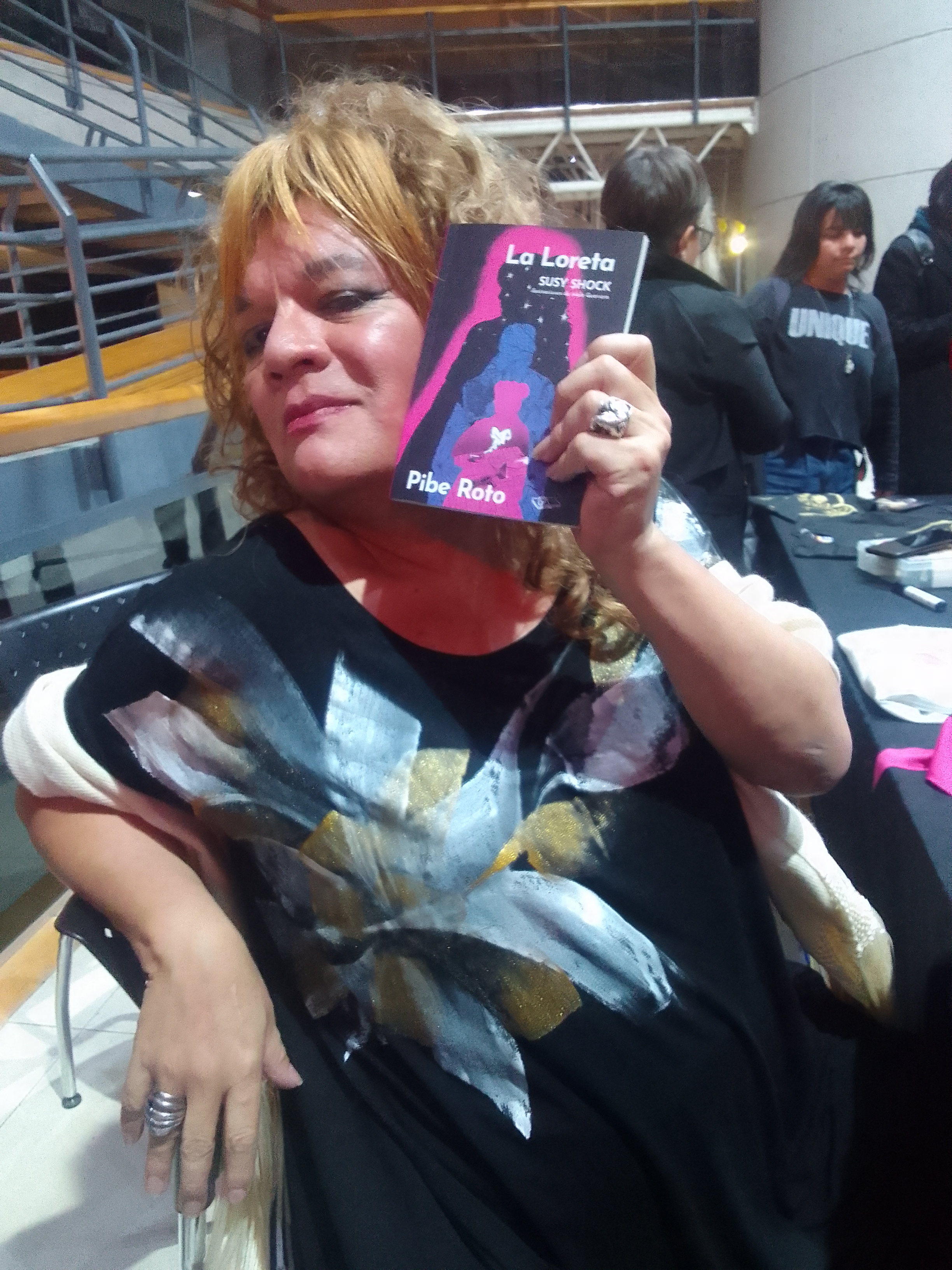
Susy Shock presentando su libro de relatos 'La Loreta/Pibe roto', en el espacio Le Parc. Mendoza, sábado 19 de julio de 2025.

En 2011 editó Poemario trans pirado y Relatos en Canecalón (Buenos Aires: Nuevos Tiempos). Escribió columnas en Soy ―suplemento de diversidad del diario argentino Página/12 (Buenos Aires)―.
Colaboró con revistas culturales como Caja Muda (de la Universidad Nacional de Córdoba), Waska, Queer ArtZine (de edición independiente), Ají, de Ushuaia (Ediciones Recontra Picante, del colectivo AJI) y Revista Colada (de edición independiente).
Algunos de sus textos formaron parte del compilado La bombacha apretaba sus testículos, de Ediciones Alterarte-S-tudios (edición independiente). Ha realizado giras por Argentina y Latinoamérica con su recital de música poético Poemario trans pirado.
En el número 1 de la Revista Clítoris (2011) se publicó la historieta «SuperShiva», de Susy Shock y Rubén Gauna. Según el blog especializado AV Comics cuenta «la historia de una inmigrante travesti que enfrenta una doble intolerancia. El relato tiene la inteligencia de proponerse como una analogía con la doble vida de los superhéroes que deben llevar una “identidad secreta”. Algo que, en definitiva, es lo que le sucede a la protagonista».
También escribió una novela de folletín ―publicada por Maten al Mensajero―, titulada La Loreta.
Susy escribió varias columnas mensuales en la Revista MU (de la cooperativa Lavaca). En 2013 llevó adelante un ciclo radial Crianzas, producido por la Cooperativa Lavaca y en 2020 creó micros poéticos travestis para Radio Nacional Rock (FM 93.7).

## Obras

### Libros
- Revuelo sur (poemario),  Buenos Aires: Nuevos Tiempos, 2007.[9]
- Poemario Trans Pirado, con ilustraciones de Enrique Gurpegui y prólogo de Marlene Wayar. Buenos Aires: Nuevos Tiempos, 2011. ISBN 978-987-1399-25-3.
- Relatos en Canecalón, con prólogo de Fernando Noy. Buenos Aires: Nuevos Tiempos, 2011. ISBN 978-987-1399-26-0.
- Crianzas, con ilustraciones de Anahí Bazán Jara y prólogos de Marlene Wayar y Claudia Acuña. Buenos Aires: Editorial Muchas Nueces, 2016. ISBN 978-987-45857-3-8.
- Hojarascas, con fotografías de "M.A.f.I.A.". Buenos Aires: Editorial Muchas Nueces, 2017. ISBN 978-987-45857-7-6.
- Realidades,  poesía reunida con ilustraciones de Fernando Noy y León Ferrari. Buenos Aires: Editorial Muchas Nueces. 2020, ISBN 978-47578-8-3[10]
- Teatraria, Primera edición ampliada , Editorial INTeatro, Instituto Nacional del Teatro, con prólogo de la Dra. en Artes MIna Bevacqua, EL PAIS TEATRAL, 2021, ISBN 978-987-3811-66-1.

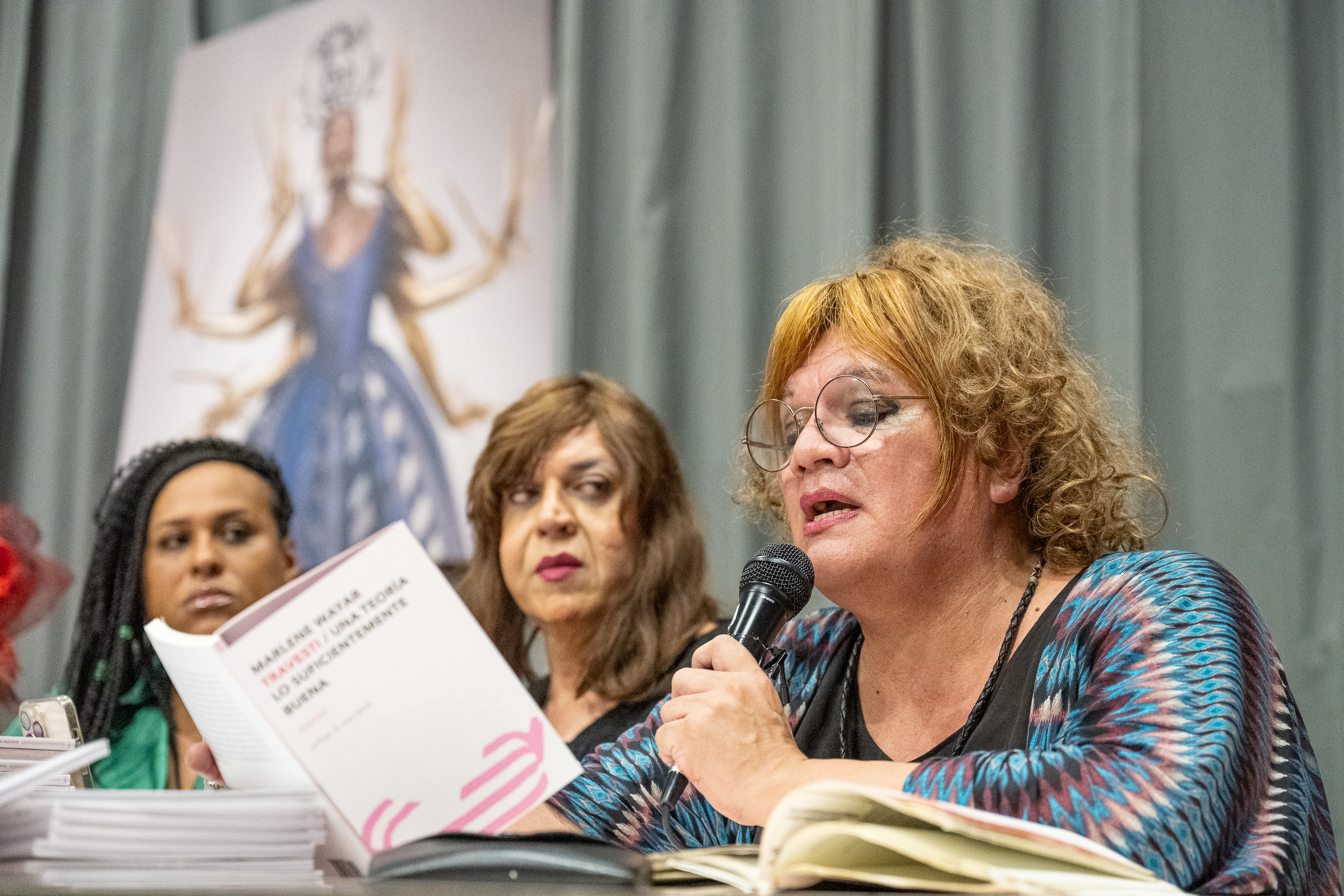
Susy en la Charla y lecturas de Escritoras Latinoameritravas, junto a Marlene Wayar, Iki Yos y Claudia Rodríguez. Abril de 2024

### Publicaciones Internacionales
- Aullido en la vereda, Compilado poético, Editorial Ginecosofía, 2023, editado en CHILE, ISBN 9789566052029.

### Libros sobre Susy
- Deformances. Destellos de una cartografía teatral desobediente, de Mina Bevacqua, Buenos Aires: Libretto, 2020, ISBN 978-987-47048-4-9.
- Antiprincesa Susy Shock, de Nadia Fink y Pitu Saá, Buenos Aires: Chirimbote, 2018, ISBN 978-987-42-5955-4

### Filmografía
En 2010 participó en la película Mía.
En 2013 protagonizó la película Andrea. Un melodrama rioplatense, dirigida por Édgar De Santo. La película se presentó en diversos festivales internacionales durante 2014: entre otros en el Festival de Cine Pink Latino en Toronto y Festival Gay de Río de Janeiro.
En 2016 participó de Escenas de una fiesta rota de Jada Sirkin.
En 2016 estrenó Deconstrucción, crónicas de Susy Shock, dirigida por Sofia Bianco. Mejor banda musical en el Festival Primeiro Plano Juiz de Fora, Brasil, mejor cortometraje Nacional y premio del público en el Festival Queer de la Plata, Argentina, y mención especial en el Festival Soria en Bs As, y en el XII MARFICI,  de gira en Festivales por Latinoamérica y Europa.
En 2022 protagonizó varias producciones audiovisuales, una de ellas junto a Lulú Mansilla Nube, Yo, mi primer obra de arte  en Coproducción con la cooperativa MU LA VACA.ORG . Fue parte de la miniserie realizada en 2022, Revelados en blanco y negro, dirigida por Federico Palazzo. Con dicho director también filmó Diente de León.
En 2023 participó en la serie Mamá Frida, dirigida por Cristian Jure.

### Discografía
En noviembre de 2014 editó su primer disco titulado Buena vida y poca vergüenza y comenzó una gira por el país y Latinoamérica. 
En 2019 lanzó Milonga Queer, también editó Traviarca junto a la Bandada de Colibríes y comenzó una gira por Europa, nominado en la categoría Mejor disco conceptual en los premios Carlos Gardel.
En 2024 se publica Revuelo Sur: Tangos, milongas y rioplateadas, otra realización hecha en conjunto con la Bandada de Colibríes.

### Radio
Desde 2021 y hasta la actualidad conduce ¨La Cotorral, voces travas, voces disidentes¨, programa radial de emisión semanal (Lunes de 12 a 13 hs.) emitido por Radio Nacional Rock, junto a Marlene Wayar y Pauli Garnier. 
Desde 2022 y hasta la actualidad conduce ¨Brotecitos, otro serà el cantar¨, programa de emisión semanal (miércoles de 19 a 21 hs) emitido por Radio Nacional Folklórica junto a Valen Bonetto y La Ferni.

## Reconocimientos y distinciones
El 29 de abril de 2014 el Poemario TRANSpirado fue distinguido por la Legislatura de la Ciudad Autónoma de Buenos Aires, declarado de interés para la promoción y defensa de los Derechos Humanos.
En diciembre de 2015 recibió una mención especial por su tema "Con mi carro voy" en el Premio Nacional de Tango y Folklore producción 2011-2014.
En noviembre de 2017 recibió el reconocimiento en género que entrega anualmente La Fundación Agenda de las Mujeres.
En noviembre de 2022 es declarada Ciudadana Ilustre de la Ciudad de Montevideo, República Oriental del Uruguay.

## Vida privada
Susy tiene una hija, nacida en 1991.